# Erstaviksbadet (Saltsjöbanan)
Erstaviksbadet  är en järnvägsstation på Saltsjöbanan vid Erstaviksbadet i Nacka kommun.

## Historik
Stationen kom till under 1940-talet och ligger cirka 1,5 km från badplatsen med samma namn. Perrongen är byggd av betongplattor och ligger i en sänka i ett kuperat bergsområde.
Länge stannade endast vissa tåg där (ofta enligt principen behovsuppehåll). Sedan villor byggts längs Kvarnstugevägen i Solsidan började alla tåg stanna där från och med cirka år 2000. Behovsuppehåll förekommer dock fortfarande under lågtrafik. Tåg från Solsidan stannar alltid bara vid begäran för avstigning.
Avståndet från station Slussen är 15,1 kilometer.

## Referenser

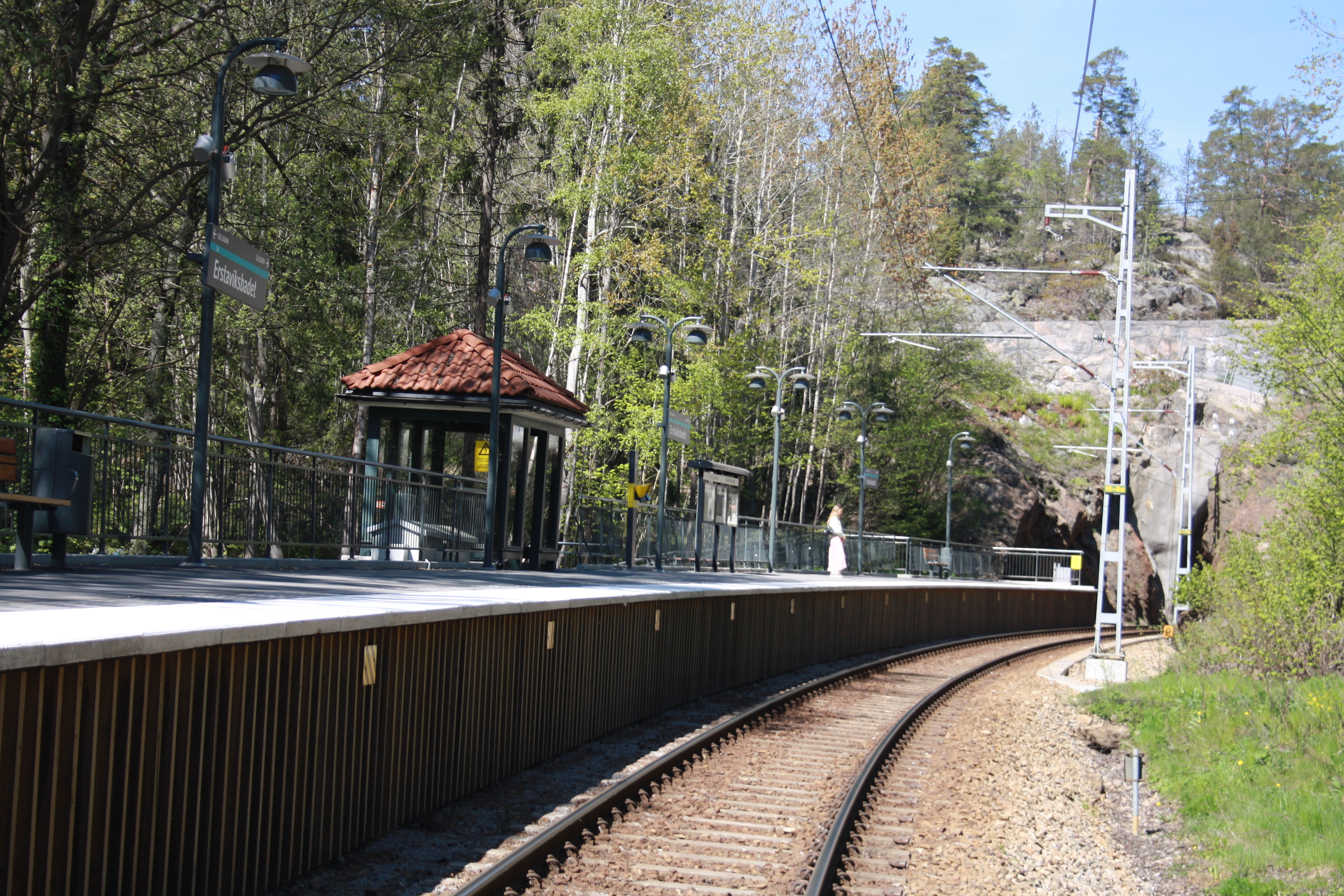
Stationen
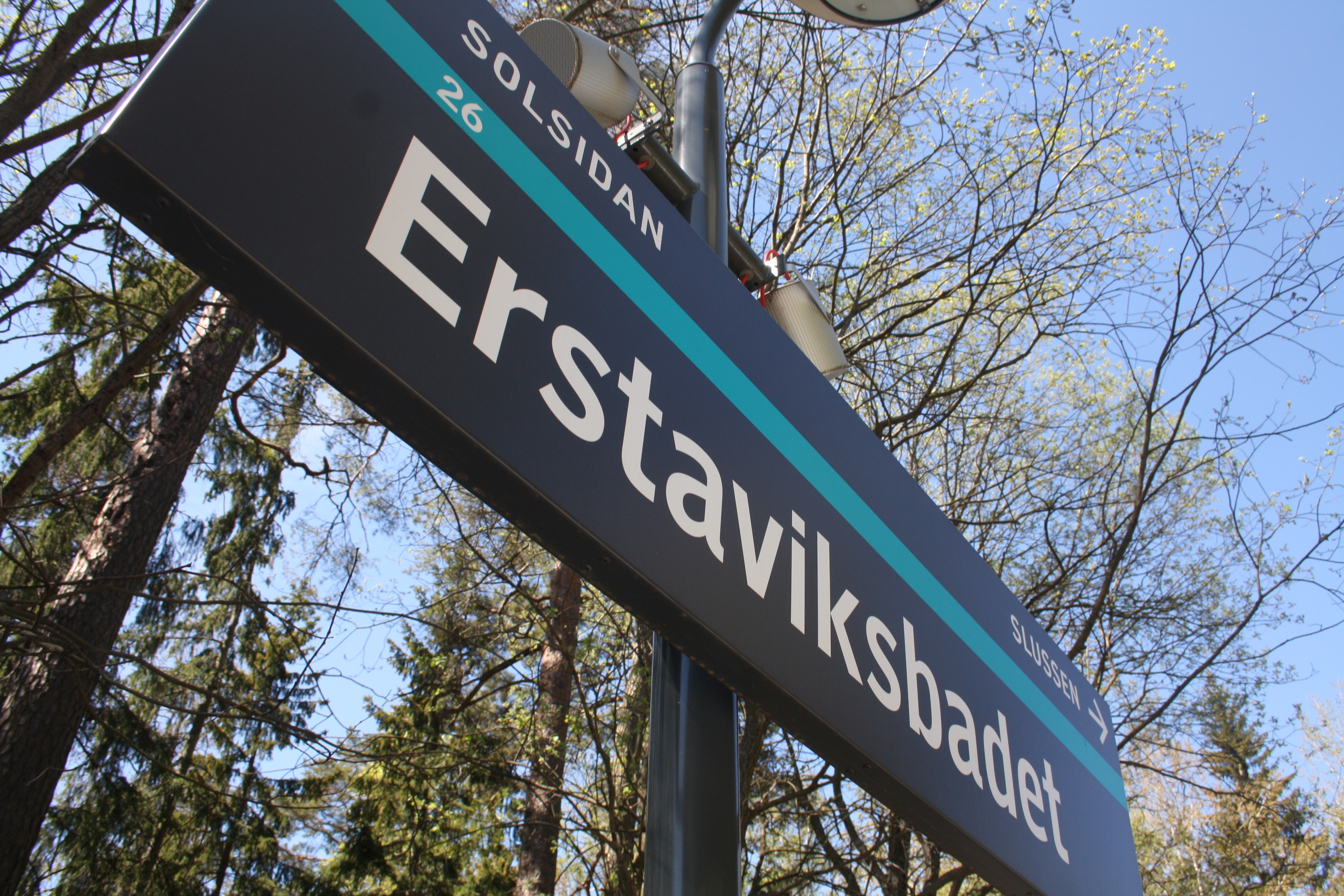
Stationsskylt
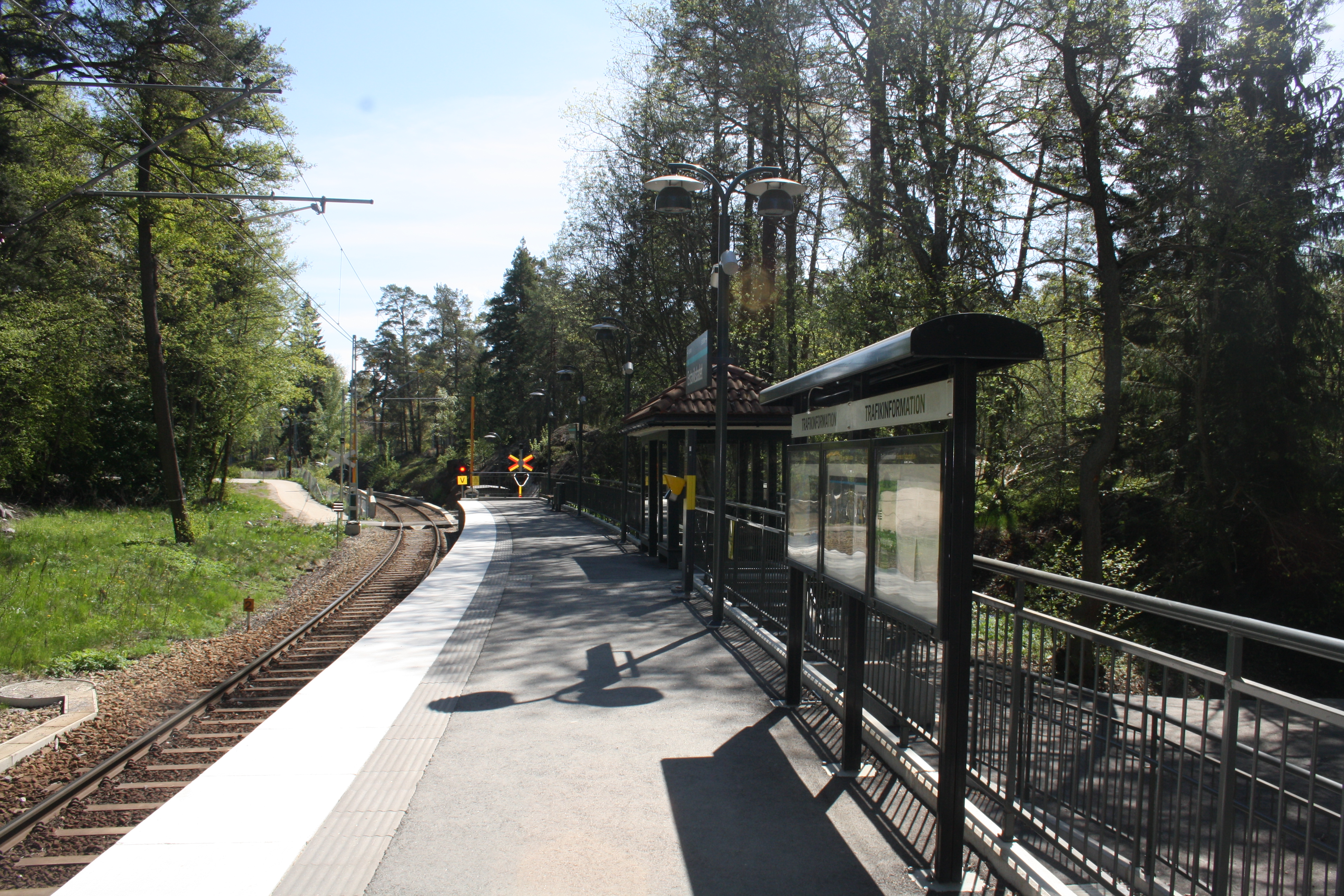
Perrongen